# Kamla Persad-Bissessar
Kamla Persad-Bissessar PBS SC MP sinh ngày 22 tháng 04 năm 1952 , là một luật sư và chính trị gia người Trinidad và Tobago, Thủ tướng thứ bảy của quốc gia này từ ngày 26 tháng 05 năm 2010 đến ngày 9 tháng 09 năm 2015. Bà là nữ Thủ tướng đầu tiên của đất nước, Bộ trưởng Tư pháp, và Lãnh đạo phe đối lập. Bà cũng là người phụ nữ đầu tiên có quê gốc Ấn Độ làm Thủ tướng của một quốc gia bên ngoài Ấn Độ và Nam Á.
Persad-Bissessar là lãnh đạo chính trị của Quốc hội Thống nhất (UNC) và hiện tại là nhà lãnh đạo của Phe đối lập liên minh Đối tác Nhân dân tại Quốc hội thứ 11 của Trinidad và Tobago, liên minh gồm ba đảng, được thành lập để tranh cử tổng tuyển cử vào ngày 24 tháng 05 năm 2010. Bà trở thành lãnh đạo chính trị của UNC vào năm 2010  Năm 2011, Persad-Bissessar được tạp chí Time bình chọn là nhà lãnh đạo nữ có ảnh hưởng thứ mười ba trên toàn cầu.

## Thời niên thiếu và Trưởng thành
Kamla Persad-Bissessar sinh ra ở Siparia ở miền nam Trinidad đến Raj và Rita Persad, có gốc Ấn Độ. Ông bà nội của bà là Soomintra Gopaulsingh và Choranji Persad, và ông bà ngoại của bà là Rookmin và Ramprit. Bà có hai chị em: Vidwatie và Sally. Bà được sinh ra trong một gia đình theo đạo Bà la môn giáo. Tổ tiên của bà di cư từ Ấn Độ đến Trinidad theo Hệ thống thụ cảm Ấn Độ. Ông bà ngoại của bà là Sumaria và Seepersad đến từ Ấn Độ. Sumaria đã rời Ấn Độ từ cảng Madras. Ông bà nội của cô là Pundit Ram Lakhan Mishra và Ganga Mishra đến từ Ấn Độ. Pundit Ram Lakhan Mishra đến từ Bhelupur, Bihar, Ấn Độ. Sau cuộc phiêu lưu, Pundit Ram Lakhan và Ganga Mishra đã định cư ở Boodhoo Trace ở Penal ở miền nam Trinidad. Vào năm 2012, Persad-Bissessar đã đến thăm ngôi làng của ông cố của mình trong một chuyến thăm cấp nhà nước Trinidad và Tobago tới Ấn Độ. Khi Persad-Bissessar vừa tròn 16 tuổi, bà muốn đến Vương quốc Anh để học, nhưng người cha và chú bác truyền thống của bà khăng khăng muốn bà ở lại Trinidad và Tobago, tuy nhiên, cuối cùng mẹ của bà đã thuyết phục họ gửi bà sang Anh học. Tại đây, Persad-Bissessar theo học tại Đại học West Indies, Đại học Kỹ thuật Norwood (Anh) và Trường Luật Hugh Wooding. Bà đã được trao bằng cử nhân (Hons.), Bằng tốt nghiệp Giáo dục, Cử nhân Luật (Hons.) Và Chứng chỉ Giáo dục Pháp lý. Năm 2006, bà có bằng Thạc sĩ Quản trị Kinh doanh (EMBA) từ Trường Kinh doanh Tốt nghiệp Arthur Lok Jack, Trinidad.

## Sự nghiệp Chính trị
Persad-Bissessar từng là Thành viên của Quốc hội cho khu vực bầu cử Siparia từ năm 1995. Bà phục vụ như Bộ trưởng Tư pháp vào năm 1995 cho đến khi Ramesh Maharaj có thể tự tách mình khỏi các vụ án đang diễn ra và một lần nữa vào năm 2001 sau khi Maharaj rời khỏi Đảng. Khi UNC thành lập Chính phủ vào ngày 22 tháng 12 năm 2000, bà đã tuyên thệ nhậm chức Bộ trưởng Bộ Giáo dục.
Vào ngày 25 tháng 4 năm 2006, cô nhận được sự ủng hộ của đa số nghị sĩ phe đối lập cho chức vụ Lãnh đạo phe đối lập. Vị trí của Lãnh đạo phe đối lập đã tuyên bố bỏ trống của Tổng thống George Maxwell Richards  sau Basdeo Panday bị kết tội không làm khai man lý lịch cho Ủy ban Liêm chính liên quan đến một tài khoản ngân hàng tổ chức tại London. Persad-Bissessar sau đó được bổ nhiệm làm Thủ lĩnh phe đối lập vào ngày 26 tháng 04 năm 2006.   
Vào ngày 24 tháng 01 năm 2010, Kamla Persad-Bissessar được bầu làm lãnh đạo chính trị của UNC, và nhanh chóng nổi lên chiến thắng trước ứng viên người sáng lập của Đảng, Basdeo Panday. Bà chính thức được bổ nhiệm làm lãnh đạo phe đối lập vào ngày 25 tháng 02 năm 2010, nhận được sự ủng hộ của đa số nghị sĩ UNC.   

### Thủ tướng
Persad-Bissessar nhậm chức Thủ tướng sau chiến thắng của Đảng Hiệp hội Nhân dân trong cuộc tổng tuyển cử ngày 24 tháng 05 năm 2010, đánh bại Chính phủ trước đây của Phong trào Quốc gia Nhân dân, được gọi là một cuộc bầu cử sớm ở Trinidad và Tobago. Bà là nữ Thủ tướng đầu tiên của Trinidad và Tobago và cũng là nữ Chủ tịch Khối thịnh vượng chung đầu tiên. Bà đã thành công với tư cách là Chủ tịch Văn phòng bởi Julia Gillard với việc khai mạc CHOGM 2011 vào ngày 28 tháng 10 năm 2011 với tư cách chủ nhà.

### Lãnh đạo phe đối lập
Vào ngày 21 tháng 9 năm 2015, Bà Persad-Bissessar được Tổng thống Anthony Carmona bổ nhiệm làm lãnh đạo phe đối lập sau khi đảng của bà bị đánh bại tại các cuộc thăm dò, sau cuộc tổng tuyển cử ngày 07 tháng 09 năm 2015. Phong trào Quốc gia Nhân dân do Tiến sĩ Keith Rowley lãnh đạo đã đảm bảo 23 trong số 41 ghế để thành lập Chính phủ mới, trong khi liên minh Đối tác Nhân dân do Persad-Bissessar lãnh đạo đã đảm bảo 18 trong số 41 ghế trong Hạ viện để thành lập Phe đối lập.

## Đời tư
Persad-Bissessar đã kết hôn với Tiến sĩ Gregory Bissessar và có một con trai tên Kris Bissessar. Bà nói: "Tôi được rửa tội trong đức tin Baptist. Tôi không có nhà thờ cụ thể như vậy. Tôi thuộc cả hai tín ngưỡng Hindu và Baptist. "  Bà đã nuôi dạy con của anh trai mình sau khi anh chết trong một tai nạn xe hơi.